# Zeitschrift für Politische Psychologie
Die Zeitschrift für Politische Psychologie (ZfPP) war eine deutschsprachige Fachzeitschrift für das interdisziplinäre Wissenschaftsfeld der Politischen Psychologie.
Die Zeitschrift wurde 2006 von der Zeitschrift zweisprachigen Politische Psychologie – Journal of Political Psychology abgelöst. Vorgänger war "PP-Aktuell: Informationsblatt der Sektion Politische Psychologie im BDP", welches von 1992 bis 1994 herausgegeben wurde.
Die Publikation erschien viermal jährlich, davon eine Ausgabe in Form einer Doppelnummer. Die ZfPP war das offizielle Organ der Sektion Politische Psychologie im Berufsverband Deutscher Psychologinnen und Psychologen (BDP) und der Walter-Jacobsen-Gesellschaft e.V. für Politische Bildung und Politische Psychologie (WJG). Der Kreis der Herausgeber bestand aus Thomas Kliche, Helmut Moser, Rainer Dollase, Carl Friedrich Graumann, Rainer Krieger, Leo Montada und Siegfried Preiser.
Im Mittelpunkt standen nach der Selbstbeschreibung der Herausgeber die klassischen Themen Politischer Psychologie. Dies waren demnach, teilweise dialektisch gefasst, die Feindbilder und Konflikte, Ausgrenzung und Gruppenbildung, Stereotypisierung und ihre medialen Diskurse, Propaganda und Manipulation, politische Traumatisierung, Holocaust und Genozid, Partizipation und Apathie, Widerstand und Altruismus, Konformismus und Autoritarismus, Politische Bildung und Sozialisation. Betrachtet wurden die Felder mittels politik-, geistes- und kulturwissenschaftliche Zugänge.